# Архиєпархія Амасеї

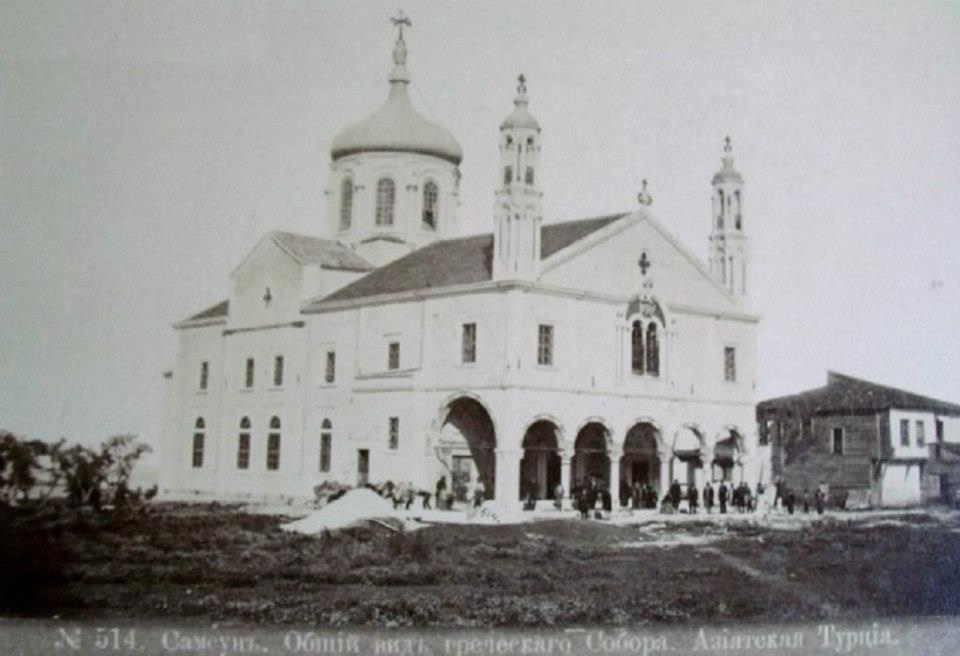
Стародавня фотографія зниклої церкви Святої Трійці Самсунської, стародавнього Амісоса, який був собором метрополії Амасеї на момент її закриття.

Карта митрополичих осідків Константинопольського патріархату в Анатолії близько 1880 року.

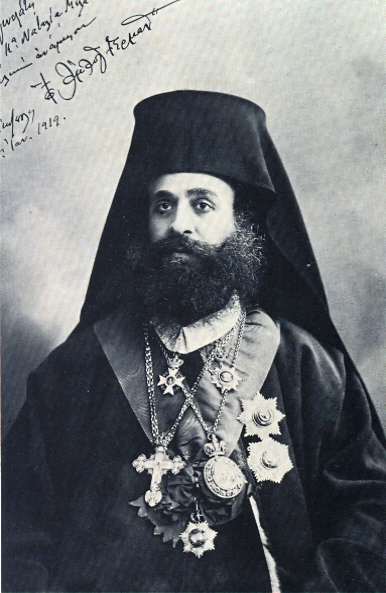
Германос Каравангеліс, останній греко-православний митрополит Амасейський (1909-1922).

Архієпархія Амасеї — закрита кафедра Константинопольського патріархату (грецьк:. Μητρόπολης Ἀμασείας; Mitrópolis Amaseias) і титулярний престол Католицької Церкви (лат.: Archidioecesis Amasena seu Amasiensis).

## Історія
Амасея, що відповідає турецькому місту Амасьї, була столицею римської провінції Геленопонт у Константинопольському патріархаті, засвідченою з III століття.
Деякі грецькі традиції визнають давнину християнської громади Амасеї, заснованої в апостольську епоху самим святим Петром, який після проповідування євангелії призначив би першого єпископа Нікезія. Інша традиція, з іншого боку, пов’язує євангелізацію міста зі святим апостолом Андрієм.
Римський мартиролог згадує деяких мучеників Амасеї: святого Теодора (17 лютого), мощі якого були перенесені в Евкаїту, де присвячене йому святилище було місцем численних паломництв у візантійську епоху; Святі Клеонік і Євтропій (3 березня), мученики під час гонінь імператора Максиміана; і святого Василія, єпископа Амасейського (26 квітня), мученика імператора Ліцинія. З діянь мучеництва святого Василія та на підставі свідчень його сучасника Євсевія Кесарійського видно, що в місті було кілька церков чи культових споруд, у тому числі базиліка, побудована єпископом-мучеником і в якій його поховали. Знайдено посвячений напис ще однієї базиліки, побудованої імператором Анастасієм І. Документ кінця VI століття свідчить про існування в місті щонайменше чотирьох монастирів. Серед них найвідомішим є монастир, витоки якого сягають першої половини V століття, заснований Мелезієм, Уранієм та Селевком; Мелетій і Селевк були єпископами Амасеї, а Ураній став єпископом Ібори.
Після легендарного Нікезія, першим історично задокументованим єпископом є Федим, який близько 240 року висвятив святого Григорія Чудотворця на єпископа Неокесарійського. Соборні джерела свідчать про присутність святого Василія на соборі в Анкірі в 314 році і Євтихіана на соборі в Нікеї 325 року.
Місце згадується у всіх Notitiae Episcopatuum патріархату з VII століття до завоювання Константинополя османами в XV столітті. Загалом займає 12-ту позицію в ієрархічному порядку митрополичого престолу патріархату, і до нього приписані шість суфраганських єпархій: Аміс, Синоп, Ібора, Андрапа, Заліче (або Леонтополі) і Зела. До церковної провінції належала й автокефальна архієпархія Евкаїта, яка наприкінці IX ст. отримала ранг митрополита.
Наприкінці XIV століття місто і територія Амасеї були завойовані османами. З цього моменту місто втратило своє значення, також через поступове зменшення кількості християн, що призвело до зникнення суфраганських єпархій Амасеї; резиденцію митрополитів перенесли в Амісос, нинішній Самсун, де був побудований новий собор, присвячений Святій Трійці, який ще існував на початку ХХ століття.
Християнська громада, хоча й скорочена, дожила до кінця Першої світової війни, як і митрополича резиденція. Близько 1910 року в метрополію з населенням трохи більше 285 000 жителів було 36 700 греко-православних (12,8%), 50 600 вірмен (17,7%) і 198 000 мусульман (69,5%). 
Останнім митрополитом-резидентом був Германос Каравангеліс, який 7 червня 1921 року був заочно засуджений турецьким урядом до страти і за це йому довелося тікати з Туреччини. Престол був де-факто закритий, як і всі інші грецькі православні єпархії новоствореної Туреччини, після угод Лозаннського договору 1923 року, який примусово передбачав обмін населенням між Грецією та Туреччиною, для чого всі грецьким православним християнам, які жили в Анатолії довелося переїхати до Греції.

## Місце власника
З XVII століття Амасею зараховують до титульного архієпископського престолу Католицької Церкви; місце було вакантним з 14 січня 1995 року. Останнім його осібником був Джеймс Патрік Керролл, єпископ-помічник Сіднея в Австралії.
З коротким апостольським престолом Ad supremam equidem від 15 лютого 1743 року титульний престол Амасеї був об'єднаний з єпископським престолом Павії; єпископи Павії, таким чином, мали титул архієпископів Амасії з правом носити паллій. Цей союз тривав до 1819 року, коли буллою Paternae charitatis studium Папи Пія VII місця були розділені.

## Хронотаксис

### Грецькі єпископи, архієпископи та митрополити

#### Римський і візантійський період
- Нікезій †
- Федим † (згадується близько 240 р.)
- Святий Атенодор † (? - близько 275 померлих) [9]
- Святий Василій I † (до 314 - близько 322/323 помер)
- Євтихіан † (згадується в 325 р.)
- Євлалій † (згадується в 378 р.) [10]
- Астерій † (до 400 - близько 410/425 померлих)
- Паладій † (згадується в 431 р.)
- Мелетій †
- Селевк † (до 448 - після 458)
- Мамас? † (близько 491/518)[11]
- Стефан † (згадується в 553 р.)
- Іоан I † (до 680 - 692)[12][13]
- Теодор I † (згадується в 692 р.)[12][14]
- Данило † (згадується 787 р.)[15]
- Теофілакт † (згадується в 791/792 рр.)[16]
- Лев I † (близько ІХ ст.)[17]
- Никифор † (згадується 869 р.)[18]
- Анонім † (згадується в 877/886)[19]
- Малацен † (початок Х ст.)[20]
- Стефан I † (? - серпень 925 обраний патріархом Константинопольським) [21]
- Мелетій I † (Х ст.) [22]
- Нікета I † (згадується близько 1000 р.)[23]
- Василій II † (ХІ ст.)[24]
- Іоан II † (ХІ ст.)[25]
- Михаїл I † (до 1029 - після 1032)[26]
- Анонім † (згадка 1059 р.)[27]
- Теодор II † (згадується 1079 р.)[28]
- Нікета II † (? - повалений або помер після 2 березня 1166)[29][30]
- Лев II † (до 6 травня 1166 — після 1172)[29][31]
  - Михаїл II † (згадується в 1174 р.) (обраний єпископом)[32]
- Анонім † (згадка 1186 р.)
- Стефан II † (згадується 1197 р.)
- Калліст † (згадка 1315 р.)
- Михаїл III † (до 1370 - після 1387)

#### Османський і турецький період
- Йоасаф I † (згадка 1439 р .)
- Даниїл? † (згадується 1450 р.)
- Саббацій † (до 1546 - після 1547)
- Геннадій † (згадується 1563 р.)
- Йоасаф II † (до 1572 - після 1578)
- Антимій I † (згадка 1590 р.)
- Йоасаф III † (згадується 1591 р.)
- Григорій † (до 1617 — 12 квітня 1623 обраний патріархом Константинопольським)
- Мелетій II † (15 червня 1623 р . - повалений липень 1626 р.)
- Захарія † (1626-1633)
- Мелетій II † (1633 р . - повалений у березні 1635 р.) (вдруге)
- Єзекіїль † (13 березня 1635 — 1641 обраний митрополитом Євріпа)
- Метрофан † (1641 - 1644)
- Арсеній † (2 лютого 1644 - 1652 помер)
- Косма † (звалений березень 1652 - 1656)
- Герасим † (звалений листопад 1656 - 1665)
- Косма † (1665 - 1668) (вдруге)
- Герасим † (1668 - 1672 ) (вдруге)
- Йоасаф III †
- Ґіаннізій †
- Діонісій I† (згадується в 1717 і 1724 рр.)
- Агапет † (згадується близько 1725 р.)
- Калінік I † (згадується 1732 р.)
- Веніамін † (згадка 1756 р.)
- Габріель † (? - 1766 р. у відставку)
- Діоніс II † (до 1771 - 1780)
- Паїсій † (помер у вересні 1780 - 1809)
- Неофіт † (грудень 1809 р. - відставка липень 1826 р.)
- Діонісій III † (липень 1826 - січень 1827 призупинено)
- Неофіт † (січень 1827 - серпень 1828 звільнений) (вдруге)
- Мелетій III † (серпень 1828 — листопад 1830 обраний митрополитом Солуня)
- Діонісій III † (листопад 1830 — вересень 1835 скинутий) (вдруге)
- Калінік II † (вересень 1835 - березень 1847 помер)
- Кирило † (березень 1847 — 3 жовтня 1855 обраний патріархом Константинопольським)
- Софроній I † (9 жовтня 1855 — 2 жовтня 1863 обраний патріархом Константинопольським)
- Софроній II † (помер 17 січня 1864 — червень 1887)
- Антимій II Алексудіс † (22 липня 1887 - 5 лютого 1908 призупинено)
- Герман Каравангеліс † (5 лютого 1908 — 27 жовтня 1922 обраний митрополитом Яніни)
- Спиридон Влахос † (27 жовтня 1922 — 15 квітня 1924 обраний митрополитом Янінським)
  - Германій Каравангеліс † (12 липня 1924 - 10 лютого 1935 помер) (вдруге)
  - Апостол Трифон † (помер 25 жовтня 1951 - 29 листопада 1957)

### Латинські титулярні архієпископи
- Джованні Баттіста Агуччі † (помер 23 жовтня 1623 — 1 січня 1632)
- Фаусто Полі † (14 березня 1633 — 13 липня 1643 призначений кардиналом-пресвітером Сан-Крісогоно)
- Егідіо Колонна, OSB † (19 грудня 1643 — 19 січня 1671 призначений титулярним латинським патріархом Єрусалиму)
- Франческо де Маріні † (19 січня 1671 — 27 квітня 1676 призначений титулярним архієпископом Феодосії)
- Фердинандо д'Адда † (3 березня 1687 — 13 лютого 1690 призначений кардиналом-пресвітером Сан-Клементе)
- Агостіно Кузані † (2 квітня 1696 — 14 жовтня 1711 призначений єпископом Павії)
- Фабріціо Ауреліо де Агостіні † (помер 5 жовтня 1712 — 6 грудня 1712)
- Джованні Крістофоро Баттеллі † (помер 5 жовтня 1716 — 30 липня 1725)
- Джованні Баттіста Гамберуччі † (помер 5 вересня 1725 - 28 листопада 1738)
  - Спільний титул у Павії ( 1743-1819)
- Жан-Поль-Гастон де Пен † (помер 3 травня 1824 - 30 листопада 1850)
- Йозеф Кривінай Лоновіч † (29 березня 1861 — 27 листопада 1866 призначений архієпископом Калочським)
- Жан-Батист Франсуа Помпальє, SM † (помер 19 квітня 1869 — 21 грудня 1871)
- Сильвестр Гевара і Ліра † (помер 9 січня 1877 — 20 лютого 1882)
- Джузеппе Маккі † (9 квітня 1889 — 19 серпня 1897 призначений титулярним архієпископом Солуні)
  - Пол Рубіан † (помер 24 лютого 1900 — 16 квітня 1911)[33]
- Бертрам Орт † (помер 1 жовтня 1908 - 10 лютого 1931)
- Франтішек Кордак † (21 липня 1931 - 26 квітня 1934 помер)
- Густаво Теста † (4 червня 1934 — 14 грудня 1959 призначений кардиналом-пресвітером св. Єроніма хорватського)
- Гаетано Малькіоді † (помер 26 січня 1960 — 22 січня 1965)
- Джеймс Патрік Керролл † (помер 15 жовтня 1965 — 14 січня 1995)

## Зовнішні посилання
- (англ.) La sede titolare su Catholic Hierarcy
- (англ.) La sede titolare su Giga Catholic
- (англ.) Evangelos Charitopoulos, Diocese of Amaseia (Ottoman Period), Εγκυκλοπαίδεια Μείζονος Ελληνισμού - Μικρά Ασία (Enciclopedia del mondo ellenico - Asia minore), 2005